# George Batchelor
George Keith Batchelor FRS (Melbourne, Australia, 8 de marzo de 1920 - Cambridge, Inglaterra, 30 de marzo de 2000) fue un matemático aplicado que se dedicó a la dinámica de fluidos. Durante muchos años, fue profesor de matemáticas aplicadas de la Universidad de Cambridge, y fue fundador del Departamento de Matemáticas Aplicadas y Física Teórica. En 1956 fundó la revista Journal of Fluid Mechanics que editó durante cuarenta años. Antes de Cambridge, estudió en la Melbourne High School.

## Biografía
Como matemático aplicado y colaborador en Cambridge de G. I. Taylor, trabajó durante 40 años en el campo de los flujos turbulentos y fue defensor de la necesidad de entender la física desde una base experimental del sonido.
Su libro An Introduction to Fluid Dynamics (CUP, 1967) todavía se considera un clásico en la materia, y se ha reeditado en la colección Cambridge Mathematical Library, debido a la demanda. Texto poco típico, presentaba un tratamiento en que se enfatizaban las propiedades del fluido viscoso real. 
Fue elegido miembro honorario de la Academia Estadounidense de las Artes y las Ciencias en 1959.
El prestigioso premio de investigación en mecánica de fluidos, el premio Batchelor, se denomina en su honor y se entrega cada cuatro años en el Congreso Internacional sobre Mecánica Teórica y Aplicada.